# Vevey Riviera Basket
 (février 2024).
Le Vevey Riviera Basket est un club suisse de basket-ball basé à Vevey, dans le canton de Vaud. Il évolue en Swiss Basketball League, le plus haut niveau de compétition du pays.

## Histoire
Le club a été fondé en 1952 sous le nom de Vevey Basket. VEn 1998, Vevey a fusionné avec le Blonay Basket et a changé de nom pour devenir le Vevey Riviera Basket.

## Palmarès
Vevey a remporté le championnat de Ligue Nationale A (ancien nom de la Swiss Basketball League) à deux reprises, en 1984 et 1991. Le club a également remporté la Coupe de Suisse (Patrick Baumann Swiss Cup) à trois reprises, en 1983, 1984 et 1985.

### Bilan des finales en Coupe de Suisse[4]
| Année | Lieu     | Adversaire       | R. | Score final |
| ----- | -------- | ---------------- | -- | ----------- |
| 1981  | Genève   | Nyon BBC         | D  | 96-95       |
| 1983  | Genève   | Fribourg Olympic | V  | 58-63       |
| 1984  | Genève   | Lugano           | V  | 75-70       |
| 1985  | Genève   | Fribourg Olympic | V  | 87-82       |
| 1987  | Genève   | Champel          | D  | 80-75       |
| 1994  | Fribourg | Bellinzone       | D  | 72-67       |
| 1996  | Zurich   | Bellinzone       | D  | 85-84       |